# Kevin Huerter

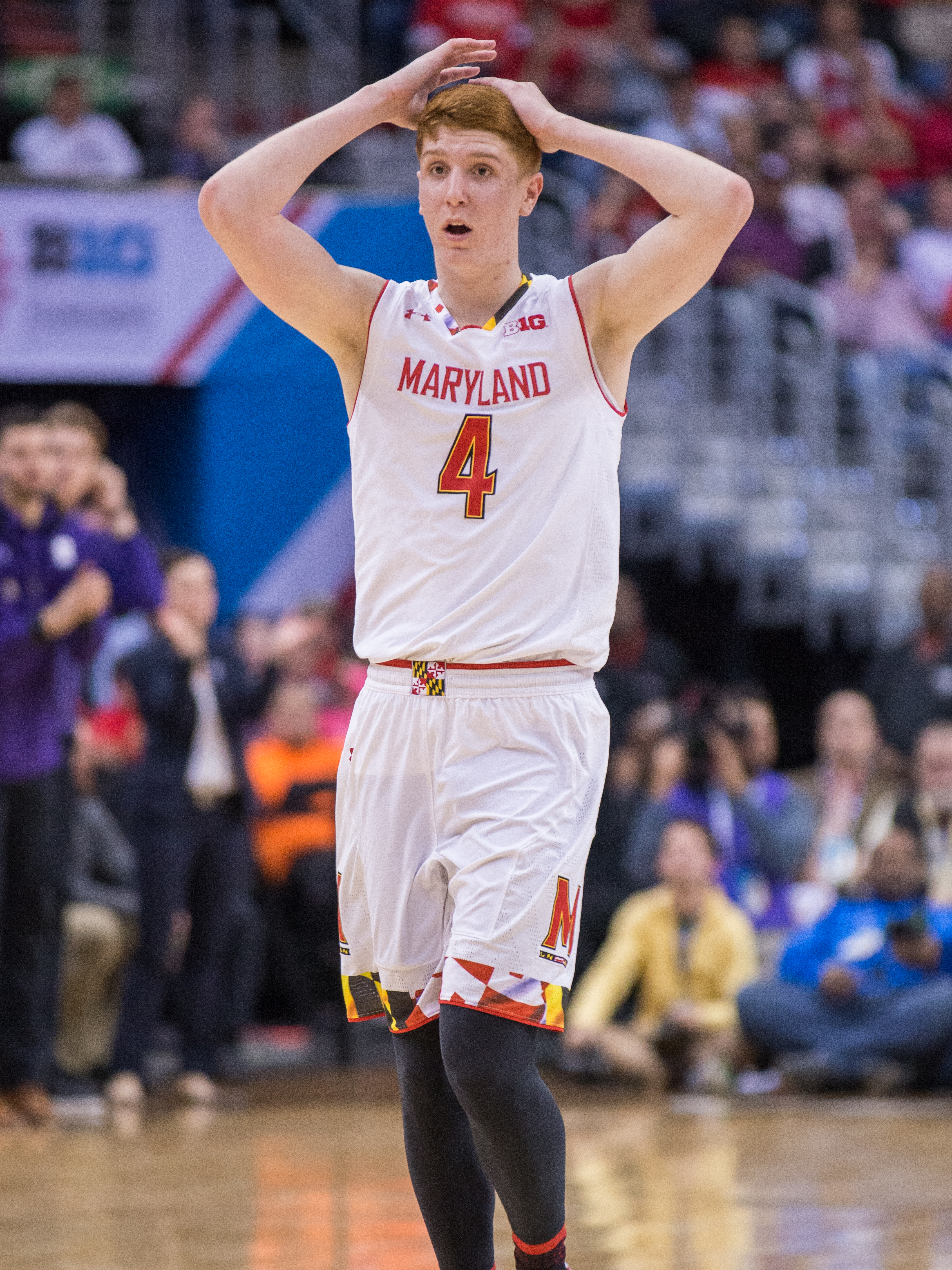
Huerter con la maglia di Maryland

Kevin Joseph Huerter (Albany, 27 agosto 1998) è un cestista statunitense.

## Carriera
È stato selezionato dagli Atlanta Hawks come diciannovesima scelta al primo giro del Draft NBA 2018.

## Statistiche

### NCAA
| Anno      | Squadra            | PG | PT | MP   | TC%  | 3P%  | TL%  | RP  | AP  | PRP | SP  | PP   |
| --------- | ------------------ | -- | -- | ---- | ---- | ---- | ---- | --- | --- | --- | --- | ---- |
| 2016-2017 | Maryland Terrapins | 33 | 33 | 29,4 | 42,0 | 37,1 | 71,4 | 4,9 | 2,7 | 1,0 | 0,7 | 9,3  |
| 2017-2018 | Maryland Terrapins | 32 | 32 | 34,4 | 50,3 | 41,7 | 75,8 | 5,0 | 3,4 | 0,6 | 0,7 | 14,8 |
| Carriera  | Carriera           | 65 | 65 | 31,9 | 46,6 | 39,4 | 74,8 | 5,0 | 3,0 | 0,8 | 0,7 | 12,0 |

#### Massimi in carriera
- Massimo di punti: 26 vs Nebraska-Lincoln (1º gennaio 2017)[1]
- Massimo di rimbalzi: 15 vs Fairleigh Dicknson (21 dicembre 2017)
- Massimo di assist: 8 vs Fairleigh Dicknson (21 dicembre 2017)
- Massimo di palle rubate: 3 (5 volte)
- Massimo di stoppate: 4 vs Ohio State (31 gennaio 2017)
- Massimo di minuti giocati: 42 vs Illinois-Urbana-Champaign (3 dicembre 2017)

### NBA

#### Regular Season
| Anno      | Squadra          | PG  | PT  | MP   | TC%  | 3P%  | TL%  | RP  | AP  | PRP | SP  | PP   |
| --------- | ---------------- | --- | --- | ---- | ---- | ---- | ---- | --- | --- | --- | --- | ---- |
| 2018-2019 | Atlanta Hawks    | 75  | 59  | 27,3 | 41,9 | 38,5 | 73,2 | 3,3 | 2,9 | 0,9 | 0,3 | 9,7  |
| 2019-2020 | Atlanta Hawks    | 56  | 48  | 31,4 | 41,3 | 38,0 | 82,8 | 4,1 | 3,8 | 0,9 | 0,5 | 12,2 |
| 2020-2021 | Atlanta Hawks    | 69  | 49  | 30,8 | 43,2 | 36,3 | 78,1 | 3,3 | 3,5 | 1,2 | 0,3 | 11,9 |
| 2021-2022 | Atlanta Hawks    | 74  | 60  | 29,6 | 45,4 | 38,9 | 80,8 | 3,4 | 2,7 | 0,7 | 0,4 | 12,1 |
| 2022-2023 | Sacramento Kings | 75  | 75  | 29,4 | 48,5 | 40,2 | 72,5 | 3,3 | 2,9 | 1,1 | 0,3 | 15,2 |
| 2023-2024 | Sacramento Kings | 64  | 59  | 24,4 | 44,3 | 36,1 | 76,6 | 3,5 | 2,6 | 0,7 | 0,4 | 10,2 |
| 2024-2025 | Sacramento Kings | 43  | 15  | 20,9 | 41,3 | 30,2 | 71,4 | 2,8 | 1,7 | 0,8 | 0,4 | 7,9  |
| 2024-2025 | Chicago Bulls    | 26  | 16  | 30,0 | 43,9 | 37,6 | 71,4 | 3,3 | 3,2 | 1,2 | 0,3 | 13,2 |
| Carriera  | Carriera         | 482 | 381 | 28,1 | 44,1 | 37,5 | 76,0 | 3,4 | 2,9 | 0,9 | 0,3 | 11,6 |

#### Play-off
| Anno     | Squadra          | PG | PT | MP   | TC%  | 3P%  | TL%  | RP  | AP  | PRP | SP  | PP   |
| -------- | ---------------- | -- | -- | ---- | ---- | ---- | ---- | --- | --- | --- | --- | ---- |
| 2021     | Atlanta Hawks    | 18 | 10 | 31,0 | 42,8 | 34,7 | 70,6 | 3,8 | 2,8 | 0,8 | 0,9 | 11,1 |
| 2022     | Atlanta Hawks    | 5  | 5  | 30,7 | 36,2 | 29,0 | 75,0 | 3,0 | 3,8 | 1,2 | 0,6 | 9,2  |
| 2023     | Sacramento Kings | 7  | 7  | 26,1 | 34,7 | 20,5 | 75,0 | 4,4 | 1,1 | 0,4 | 1,3 | 9,1  |
| Carriera | Carriera         | 30 | 22 | 29,8 | 39,8 | 30,3 | 72,4 | 3,8 | 2,6 | 0,8 | 0,9 | 10,3 |

#### Massimi in carriera
- Massimo di punti: 31 vs Indiana Pacers (11 gennaio 2019)[2]
- Massimo di rimbalzi: 15 vs Phoenix Suns (14 gennaio 2020)
- Massimo di assist: 10 (3 volte)
- Massimo di palle rubate: 6 vs Miami Heat (28 febbraio 2021)
- Massimo di stoppate: 3 (3 volte)
- Massimo di minuti giocati: 48 vs New York Knicks (9 febbraio 2020)

## Palmarès
- NBA All-Rookie Second Team (2019)